# Настии
На́стии, или насти́ческие движе́ния (от др.-греч. σπαθητός ‘уплотнённый’) — движения органов растений, которые обусловлены особенностями самого растения и проявляются при воздействии факторов окружающей среды (температура, свет, влажность и др.). В отличие от тропизмов, настии являются более быстрыми и возникают в ответ на ненаправленные, рассеянные в окружающей среде раздражители. Обычной причиной, вызывающей настии, является изменение в тканях растения концентрации кальция и хлора.
К примеру, цветки шафрана и тюльпана открываются и закрываются в ответ на изменение температуры окружающей среды (термонастии). В тепле происходит ускорение роста внутренней стороны лепестков — и цветки раскрываются, а при холоде осуществляется ускорение роста их внешней стороны — происходит закрытие цветка.
Непосредственно связаны с настиями суточные ритмы открывания и закрывания цветков и соцветий. Например, открытые рано утром корзинки козлобородника обычно закрываются к 10—11 часам, а цветки белой кувшинки, напротив, открыты только днём. Соответствующие настии вызываются происходящими в течение суток изменениями температуры и влажности.
Настии, не связанные с процессами роста тканей, вызываются изменениями самих клеток. Примером может служить так называемый «сон листьев» кислицы; её тройчатые листья на рассеянном свету располагаются в горизонтальной плоскости, но при попадании солнечных лучей они быстро складываются «зонтиком» (фотонастии и термонастии). Листья же мимозы стыдливой складываются при различного рода сотрясениях (сейсмонастия) и даже при лёгком прикосновении; при этом черешки сложных перистых листьев этого растения поникают. Сейсмонастии не только обеспечивают защиту органов растения, но могут также иметь важное адаптивное значение: открытие цветков табака  в вечернее время обусловлено появлением насекомых, опыляющих данные растения, а у насекомоядной росянки настические движения листовой пластинки, покрытой выделяющими слизь железистыми волосками, возникают при посадке на эту пластинку насекомого, причём после того, как оно прилипло к слизи, края листа быстро закрываются, и начинается процесс переваривания жертвы (так росянка добывает азотистую пищу).
Фотонастии принято разделять на положительные и отрицательные. По утрам, при ярком солнечном освещении открываются соцветия-корзинки одуванчиков, а при уменьшении освещённости происходит их закрытие (положительная фотонастия). Цветки душистого табака раскрываются в вечернее время, при уменьшении освещённости. Это явление называется отрицательной фотонастией.

## Классификация
Для различных типов настических движений используются особые термины:
- Автонастии — самопроизвольные ритмические движения листьев, не связанные с изменениями внешних условий.
- Никтинастии — движения растений, связанные с комбинированным изменением, как освещенности, так и температуры. Такое комбинированное воздействие наступает при сменах дня и ночи. Примером служат движения листьев у некоторых видов бобовых.
- Сейсмонастии — движения, вызванные прикосновением, сотрясением и т.п
- Термонастии — движения, которые вызваны изменениями температуры.
- Тургорные движения — являются связанными с изменением тургора. К ним относятся никтинастические движения листьев. Так, для листьев многих растений также характерны ритмические движения, связанные с изменением тургора в клетках листовых подушечек.
- Фотонастии — движения, которые вызваны сменой освещенности.